# Movimento para a Democracia
O Movimento para a Democracia, conhecido também pela sigla MpD, é um partido político de cunho liberal de Cabo Verde. Foi fundado em 14 de março de 1990 com o advento do pluripartidarismo após o fim do regime de partido único do Partido Africano da Independência de Cabo Verde (PAICV).
Desde a sua fundação, juntamente com o PAICV, é um dos dois principais partidos políticos de Cabo Verde. O MpD venceu as primeiras eleições parlamentares livres da história de Cabo Verde, governando o país de 1991 a 2001. Em 2011, recuperou a presidência da República e voltou ao poder nas eleições parlamentares de 2016.
Embora seja normalmente classificado como centro-direita do espectro político, o MpD tem sido um partido diverso e ideologicamente difuso desde a sua formação. Fundado em uma plataforma democrata-cristã, também possui setores economicamente liberais e sociais-liberais. Considera-se um partido "centrista, cívico e humanista", que centra os seus valores na defesa de uma democracia liberal moderna, realizando periodicamente eleições partidárias internas. A nível internacional, é membro da Internacional Democrata Centrista e defende uma posição favorável à UE, em contraste com a posição africanista do PAICV.
Membros do MpD têm como alcunha "os ventoinhas", por causa do emblema do partido que lembra uma ventoinha, e identificam-se principalmente com a cor verde apesar de que, desde a campanha presidencial de 2006, o uso da cor vermelha tem aumentado nas publicações partidárias.

## História
MpD foi criado dia 14 de Março de 1990, e a sua primeira convenção celebrou-se em Novembro de 1990. Ganhou as primeiras eleições depois do fim do sistema de partido único imposto pelo Partido Africano para a Independência da Guiné e Cabo Verde (agora PAICV), nas quais obteve mais de 2/3 dos deputados da Assembleia Nacional.
Neste período de transição, o MpD participou na supressão do artigo 4º da Constituição de Cabo Verde de 1980, que codificou o sistema de partido único. O MpD também ajudou a estabelecer um calendário para o período de transição.
O MpD é um partido de centro direita, que favorece o livre comércio, uma política económica aberta e uma maior cooperação com organizações internacionais como a OMC.
Enquanto que o MpD tem o seu maior apoio nas Ilhas Barlavento, tem ganho apoio crescente nas cidades secundárias das Ilhas Sotavento, como Mosteiros, Calheta, Assomada e Tarrafal.
Nas eleições presidenciais celebradas de 11 a 25 de Fevereiro de 2001, Carlos Veiga, que ganhou 45,83% dos votos na primeira ronda, foi derrotado por uma estreita margem (só 12 votos) pelo candidato do PAICV candidato Pedro Pires na segunda volta.
Na última eleição para o ramo legislativo,celebrada a 22 de janeiro de 2006, o partido obteve 44.02% do voto popular e 29 dos 72 deputados na Assembleia Nacional de Cabo Verde.
Na última eleição presidencial de Cabo Verde celebrada a 12 de fevereiro de 2006, Carlos Veiga foi novamente derrotado por Pedro Pires, por uma margem de 49,02% a 50,98%.
Nas eleições parlamentares de 2011 o MpD não conseguiu a maioria das cadeiras, ficando em segundo lugar.

## Resultados eleitorais

### Eleições presidenciais
| Data | Candidato apoiado            | 1.ª Volta | 1.ª Volta | 1.ª Volta   | 2.ª Volta | 2.ª Volta | 2.ª Volta  | Resultado  |
| Data | Candidato apoiado            | Cl.       | Votos     | %           | Cl.       | Votos     | %          | Resultado  |
| ---- | ---------------------------- | --------- | --------- | ----------- | --------- | --------- | ---------- | ---------- |
| 1991 | António Mascarenhas Monteiro | 1.º       | 70 623    | 73,4 / 100  |           |           |            | Eleito     |
| 1996 | António Mascarenhas Monteiro | 1.º       | 81 821    | 92,1 / 100  |           |           |            | Eleito     |
| 2001 | Carlos Veiga                 | 2.º       | 60 719    | 45,8 / 100  | 2.º       | 75 815    | 50,0 / 100 | Não eleito |
| 2006 | Carlos Veiga                 | 2.º       | 83 241    | 49,0 / 100  |           |           |            | Não eleito |
| 2011 | Jorge Carlos Fonseca         | 1.º       | 60 887    | 37,8 / 100  | 1.º       | 97 735    | 54,3 / 100 | Eleito     |
| 2016 | Jorge Carlos Fonseca         | 1.º       | 93 010    | 74,1 / 100  |           |           |            | Eleito     |
| 2021 | Carlos Veiga                 | 2.º       | 78 613    | 42,39 / 100 |           |           |            | Não eleito |

### Eleições legislativas
| Data | Cl. | Votos   | %          | +/-  | Deputados | +/- | Status   |
| ---- | --- | ------- | ---------- | ---- | --------- | --- | -------- |
| 1991 | 1.º | 78 454  | 66,4 / 100 |      | 56 / 79   |     | Governo  |
| 1995 | 1.º | 93 249  | 61,3 / 100 | 5,1  | 50 / 72   | 6   | Governo  |
| 2001 | 2.º | 55 586  | 40,6 / 100 | 20,7 | 30 / 72   | 20  | Oposição |
| 2006 | 2.º | 74 909  | 44,0 / 100 | 3,4  | 29 / 72   | 1   | Oposição |
| 2011 | 2.º | 94 674  | 42,3 / 100 | 1,7  | 32 / 72   | 3   | Oposição |
| 2016 | 1.º | 122 881 | 54,5 / 100 | 12,2 | 40 / 72   | 8   | Governo  |
| 2021 | 1.º | 119 388 | 48,8 / 100 |      | 38 / 72   | 2   | Governo  |